# Walter Zeutschel
Walter Wilhelm Zeutschel (* 22. Juli 1901 in Hamburg; † 21. Juni 1976 ebenda) war ein Funktionär der KPD in der Weimarer Republik. Er war Mitglied der terroristischen T-Gruppe und nach seinem Bruch mit der kommunistischen Partei der Urheber der Enthüllungsschrift Im Dienste der kommunistischen Terror-Organisation. Tscheka-Arbeit in Deutschland mit dessen Protagonisten Adolf Burmeister.

## Leben
Zeutschel wurde als Sohn des Zimmermanns Richard Oswald und seiner Ehefrau Ida Emma, geborene Soland, in Hamburg geboren. Er begann nach der Volksschule eine nicht beendete kaufmännische Lehre und arbeitete im Anschluss als Gelegenheitsarbeiter. Ab 1916 sich in der oppositionellen sozialistischen Jugend engagierend, wurde Zeutschel im Sommer 1918 eingezogen und kam noch vor Ausbruch der Novemberrevolution an die Westfront. Er war anfangs Mitglied der USPD und deren örtlicher Funktionär, Ende 1920 trat er  zur VKPD über.
In der KPD erst Anhänger Thälmanns, bewegte sich Zeutschel in ultralinken Kreisen, die generell hauptamtliche Funktionäre ablehnten. Während des Hamburger Aufstands war er einer der Anführer der Erhebung. Nach dem Scheitern dessen und des Deutschen Oktobers, kam er zur von Woldemar Rose geführten „Deutschen Tscheka“. Für diese „T-Gruppe“ war er für die Gebiete Pommern und Mecklenburg zuständig. Ende 1924 wurde Zeutschel verhaftet, weil er einen Bombenanschlag auf eine Denkmal-Einweihung in Potsdam organisiert hatte, der jedoch nicht umgesetzt werden konnte. Im Jahr darauf zu acht Jahren Zuchthaus verurteilt, kam er bereits 1928 aufgrund einer durch den Reichstag beschlossenen Amnestie für politische Straftaten frei.
In der Folgezeit arbeitete er als Redakteur für die Hamburger Volkszeitung bis er bereits 1929 bei dieser ausschied und aus der KPD austrat. 1931 veröffentlichte Zeutschel die Enthüllungsschrift Im Dienste der kommunistischen Terror-Organisation. Tscheka-Arbeit in Deutschland mit einem Protagonisten namens Adolf Burmeister, „dessen Handeln teilweise mit dem Zeutschels übereinstimmt, soweit man das nach den Prozeßakten beurteilen kann.“ Der Verlag des Buchs distanzierte sich im Vorwort von Zeutschel, weil dieser in der Nachahmung bolschewistischer „Terrormethoden das Heil für die deutsche Arbeiterschaft“ sähe. Ausgehend von der nationalsozialistischen Kampfschrift Bewaffneter Aufstand. Enthüllungen über den kommunistischen Umsturzversuch am Vorabend der nationalen Revolution von Adolf Ehrt wurde in der nachfolgenden Sekundärliteratur Walter Zeutschel als eigentliches Pseudonym von Burmeister bezeichnet und übernommen.
Zeutschel war bis 1933 beim Hamburger Arbeitsamt angestellt, wurde daraufhin entlassen und mehrfach kurzzeitig inhaftiert. Eine Neuauflage seiner Enthüllungsschrift wurde von den Nationalsozialisten wieder verworfen. Bis 1936 war er arbeitslos und in der Folgezeit als Erdarbeiter sowie als Betriebsleiter im Kieswerk Tannenhöft in Schmalenbeck tätig. Nach dem Zweiten Weltkrieg war Zeutschel Inhaber einer Lohnnäherei. Er verstarb am 21. Juni 1976 in Hamburg.

## Publikationen
- Im Dienste der kommunistischen Terror-Organisation. Tscheka-Arbeit in Deutschland, Verlag J.H.W. Dietz Nachf. Bonn, Berlin, 1931.